# Classical Mushroom
Classical Mushroom er Infected Mushrooms andet album, fra 2000.

## Trackliste
1. . "Bust A Move"
2. . "None Of This Is Real"
3. . "Sailing In The Sea Of Mushroom"
4. . "The Shen"
5. . "Disco Mushroom"
6. . "Dracul"
7. . "Nothing Comes Easy"
8. . "Mush Mushi"
9. . "The Missed Symphony"

Noter
- "Bust A Move" indeholder uddrag fra filmen Species II.
- "None Of This Real" indeholder uddrag fra filmen The Crow: City of Angels.
- "The Shen" og "Mush Mushi" indeholder uddrag filmen Merlin.
- "The Shen" indeholder også uddrag fra filmen Virus.
- "Disco Mushroom" indeholder uddrag fra filmene In Dreams og Excalibur.
- "Dracul" indeholder uddrag fra filmen Dracula.
- "The Missed Symphony" indeholder uddrag fra filmen Tomorrow Never Dies.